# تیم دوچرخه‌سواری اف‌دی‌جی

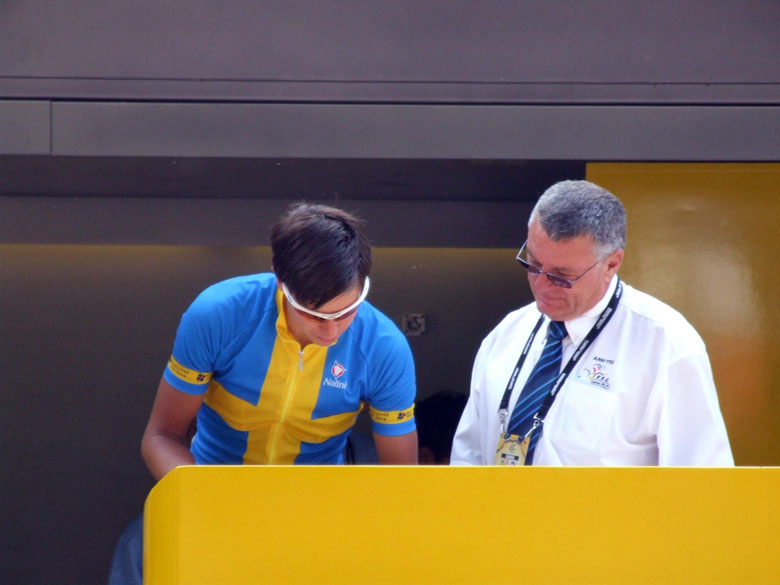
لوکویست در حال امضای قرارداد حین تور دو فرانس ۲۰۰۶

اف‌دی‌جی یک تیم دوچرخه‌سواری فرانسوی است که به نام حامی مالی عنوان آن، فرانسیس دو ژو نام‌گذاری شده‌است. مدیر این تیم مارک مادیو (از قهرمانان سابق تور کلاسیک پاریس-روبه) است.

## تاریخچه
در تور دو فرانس ۲۰۰۳ بردلی مک‌گی (تایم‌تریل‌روی استرالیایی) مرحلهٔ پرولوگ تور را پیروز شد و پیراهن طلایی را برای چند روز بر تن کرد. مک‌گی در پرولوگ جیرو دیتالیای فصل بعد نیز برنده شد و پیراهن صورتی را برای سه روز در اختیار داشت و جیرو را با رتبهٔ هشتم به پایان رساند. هم‌چنین بادن کوک پیراهن امتیازی مسابقات را به دست آورد.

## حامی مالی
نخستین حامی مالی تیم، فرانسیس دو ژو از سال ۱۹۹۷ بود و نام تیم از فصل ۲۰۰۳ به فرانسیس دو ژو تغییر یافت. از سال ۲۰۱۰ نام تیم اف‌دی‌جی (مخفف نام حامی مالی) شد. در سال ۲۰۱۲ بیگ‌مت به عنوان حامی مالی دوم به تیم پیوست و نام تیم به اف‌دی‌جی-بیگ‌مت تبدیل شد. ولی پس از جدایی بیگ‌مت دوباره اف‌دی‌جی تنها حامی مالی تیم، نام گرفت.